# Сидоров, Михаил Константинович
Михаи́л Константи́нович Си́доров (16 марта 1823 год, Архангельск — 12 июля 1887, Ахен, Германская империя) — русский купец (предприниматель), золотопромышленник, общественный деятель, меценат, писатель, зоолог. Известен главным образом попытками организации Северного морского пути и исследованиями Русского Севера.

## В Архангельске
Родился 16 марта 1823 года в Архангельске в семье купца второй гильдии. Поступил в архангельскую реальную казённую гимназию, но из-за конфликта с учителем немецкого языка был исключён в 1842 году, не закончив шестого класса. Два года прослужил в конторе своего деда, Александра Сидорова, а затем сдал экзамен на звание домашнего учителя.
Михаил Константинович слышал от своего дяди, лесоторговца Ксанфия Александровича Сидорова, рассказы о плаваниях поморов к Новой Земле и Енисею. Михаил Константинович обратился к коммерческому советнику В. А. Попову, владевшими корабельными верфями, с предложением организовать сообщение Европы с Сибирью. Губернатор Архангельской губернии начал преследование Сидорова за вольнодумство, и в 1845 году Михаил Константинович уехал в Красноярск.

## В Красноярске
В Красноярске Сидоров устраивается работать конторщиком к купцу В. Н. Латкину, и вскоре становится домашним учителем детей Латкина. В 1858 году Сидоров женится на дочери Латкина, Ольге.
Михаил Константинович продемонстрировал Латкину свои познания в геологии и стал получать по 500 рублей серебром за каждый пуд золота, добытого Латкиным на месторождениях, найденных Сидоровым. Это позволило М. К. Сидорову скопить стартовый капитал. Своё первое месторождение золота Сидоров открыл в 1848 году. В 1850 году Сидоров начал самостоятельную разработку золотых месторождений на Подкаменной Тунгуске. Михаил Константинович участвовал в поисковых экспедициях и открыл более 200 месторождений золота в северо-енисейской тайге. За несколько лет свой деятельности Сидоров уплатил налогов в государственную казну на сумму более 5 миллионов рублей. Через 10 лет Сидоров стал миллионером и купцом первой гильдии.
Михаил Константинович предлагал открыть в Иркутске или в Красноярске университет. Сидоров был готов пожертвовать для этого пуд золота. Идею отверг генерал-губернатор Восточной Сибири Н. Н. Муравьев-Амурский.
С 1859 по 1864 годы Михаил Константинович организовал несколько изыскательских партий в Туруханский край. В 1859 году экспедиция открывает месторождение графита на реке Нижняя Тунгуска в Туруханском районе. Рудник был назван в честь жены — Ольго-Васильевский прииск. Сидоров начал добычу графитовой руды открытым способом для Петербургской карандашной фабрики. В 1867 году графит Эвенкии получил высокую оценку на Всемирной выставке в Париже.
Сидоров добивался разрешения на собственные средства построить канал, соединяющий реки Турухан и Таз, чтобы вывозить графит через Обскую губу и Печору морским путём в Европу.

## Печорская компания
В 1860 году на Печору пришли за лесом первые четыре морских судна. Корабль «Диана», зафрахтованный В. Н. Латкиным, впервые доставил лес с устья Печоры во французский город Нант. Три корабля потерпели крушение. В 1861 году Латкин и Сидоров зафрахтовали три корабля и доставили лес в Лондон и Бордо.
В 1862 году капитан первого ранга П. И. Крузенштерн получил разрешение на вырубку 360 тысяч деревьев в бассейне Печоры. В 1860-е годы В. Н. Латкин в «Санкт-Петербурге основал Печорскую компанию», в которую входили: его брат М. Н. Латкин, П. И. Крузенштерн (сын знаменитого мореплавателя), датский подданный Газе, отставной поручик Нелидов и М. К. Сидоров. С 1860 года по 1876 год в устье Печоры побывало около 130 русских и иностранных кораблей. В 1867 году печорский лиственничный лес впервые был доставлен в Кронштадт.
В 1863 году Печорская компания получила десятилетнюю привилегию на организацию на Печоре речного пароходства. Первый пароход прошел в навигацию 1864 года. Позднее Печорская компания обанкротилась.
Сидоров также исследовал систему рек бассейна Печоры. В 1860 году им были открыты золотые россыпи в бассейне реки Щугор.

## Благотворительность
Михаил Константинович строил и финансировал школы и интернаты для детей коренных народностей Севера, за что был удостоен избрания почетным президентом африканского института в Париже, для уничтожения рабства и борьбы с невольничеством между неграми. Когда в 1854 году началась Крымская война, пожертвовал несколько миллионов рублей на нужды русской армии.
Финансировал содержание школ и приютов в Красноярске, Тобольске, Омске, подарил музею университета в Томске «археологическую коллекцию из 600 древностей, собранных художником М. С. Знаменским близ города Тобольска при раскопках древнего городища и курганов на Чувашском мысу».
Предлагал строить избы для коренных жителей Севера, выдавать государственные пособия для строительства жилья, больниц и школ.

## Научная и исследовательская деятельность
В 1863 году в «Современном слове» была опубликована первая статья Сидорова: «Новый мореходный путь из Европы в Сибирь». В том же году были опубликованы ещё две статьи: «Об открытии путей сообщения, морского и сухопутного, на оленях из Туруханского края за границу» в «Записках Императорского Русского географического общества» и «Записки о занятиях по исследованию и развитию в промышленном и торговом отношениях Туруханского края» в «Трудах Императорского Вольно-экономического общества».
Статьи М. К. Сидорова на различные темы публиковались в изданиях: «Народное богатство» 1864 год, «Современная летопись» 1866 год, «Известия Императорского Русского географического общества», «Народная газета» 1866 год, «Русский вестник» 1866 год, «Голос» 1866 год, «Русская старина» 1887 год. Всего опубликовано более ста статей по зоологии, географии и другим дисциплинам.
Принимал участие в организации и финансировании экспедиций по изучению Севера. На средства Сидорова были организованы многочисленные экспедиции, в том числе британского капитана Д. Виггинса, который несколько раз через Карское море проникал в Обь и Енисей. Также Сидоров участвовал в снаряжении экспедиции шведского полярного исследователя А. Норденшельда. В 1877 году Сидоров организовал экспедицию парусной шхуны «Утренняя заря» под командованием капитана Д. И. Шваненберга. «Утренняя заря» впервые за одну навигацию доставила из Енисейска в Санкт-Петербург образцы сибирских товаров.
В первой половине 1870-х годов Михаил Константинович начал проводить в Санкт-Петербурге «Северные вечера для ознакомления деятелей по Северу между собой».
Сидоров вёл поиски полезных ископаемых на Кольском полуострове и Новой Земле, открыл первый на севере России нефтяной промысел на реке Ухте, исследовал выходы каменного угля в бассейне Печоры.
С 1852 по 1882 годы потратил на освоение Севера и Северного морского пути 1,7 миллиона рублей, что привело его к банкротству.

## Общественная деятельность
М. К. Сидоров был членом многочисленных правительственных комиссий, созданных для освоения Севера. Инициатором создания многих этих комиссий и законодательных инициатив был сам Сидоров. Занимался популяризацией русского севера, устраивая так называемые «Северные ночи» в Петербурге. В своем доме он угощал аристократию блюдами и напитками из того, что можно добыть на севере (морошки, ягеля, клюквы, оленины, рыбы и т. д.). Также были выставлены образцы полезных ископаемых, которые можно там собрать.
Членство Сидорова в обществах
- Общество для содействия русскому торговому мореходству;
- Общество русской промышленности и торговли;
- Вольно-экономическое общество;
- Русское географическое общество;
- Общество любителей естествознания и этнографии при Московском университете;
- почетный член ряда иностранных учебных обществ и учреждений.

## Выставочная деятельность
С 1860 по 1882 год Сидоров участвовал в 25 выставках, из них - в 16 всемирных.
В России экспонаты Михаила Константиновича удостаивались больших золотых и серебряных медалей: в 1860 и в 1865 годах — от Императорского Вольно-экономического общества, в 1866 году — от Императорского Русского географического общества.
Награды международных выставок: бронзовые и серебряные медали в Лондоне (1862 и 1874 год), в Щецине (1865 год), в Париже (1867 и 1879 год), в Брюсселе (1876 год).

## Награды
- Орден Святого Станислава II степени за мануфактурную выставку 1870 года
- Орден святой Анны II степени за Венскую выставку 1873 года
- Орден Франца Иосифа от Оргкомитета Венской выставки 1873 года
- Большая золотая медаль от Императорское общество для содействия русскому торговому мореходству «за многолетние неустанные труды и пожертвования на исследование сибирского морского пути и за опыты морского судостроения на Енисее, а также за снаряжение в экспедицию шхуны „Утренняя заря“, пришедшей из Енисея северными морями с образцами сибирских продуктов».

Дипломы и золотые медали от научных обществ:
- в 1862 году — от Английского географического общества
- в 1872 году — от Германского географического общества
- в 1873 году — от международного жюри Венской выставки
- в 1874 году — от Венского географического общества (за содействие работе экспедиции на судне «Тегетгоф»)
- в 1879 году — от Парижской Академии наук

## Автор книг
- «Проект о заселении Севера путём промышленности и торговли и о развитии внешней торговли Сибири», Тобольск, 1864
- «Север России». Издание М.Сидорова. СПб., 1870.
- «Лиственница», СПб., 1871
- «Картины из деяний Петра Великого на Севере», СПб., 1872
- «О мамонтах в низовьях Енисея». Статья в «Художественном Листке» 1875
- «Север России. О горных его богатствах и препятствиях к их разработке». Издание М.Сидорова. СПб., 1881.
- «Труды для ознакомления с севером России». Издание М.Сидорова. СПб., 1882.
- «О богатствах северных окраин Сибири и народах, там кочующих» СПб., 1873
- «О китоловстве и влиянии его на рыбную ловлю у берегов Архангельской губернии». СПб., 1879
- «О нефти на севере России», СПб., 1882
- «Новая земля в географическом, естественно-историческом и промышленном отношениях», Издание М.Сидорова. СПб., 1886

и др.

## Последние годы

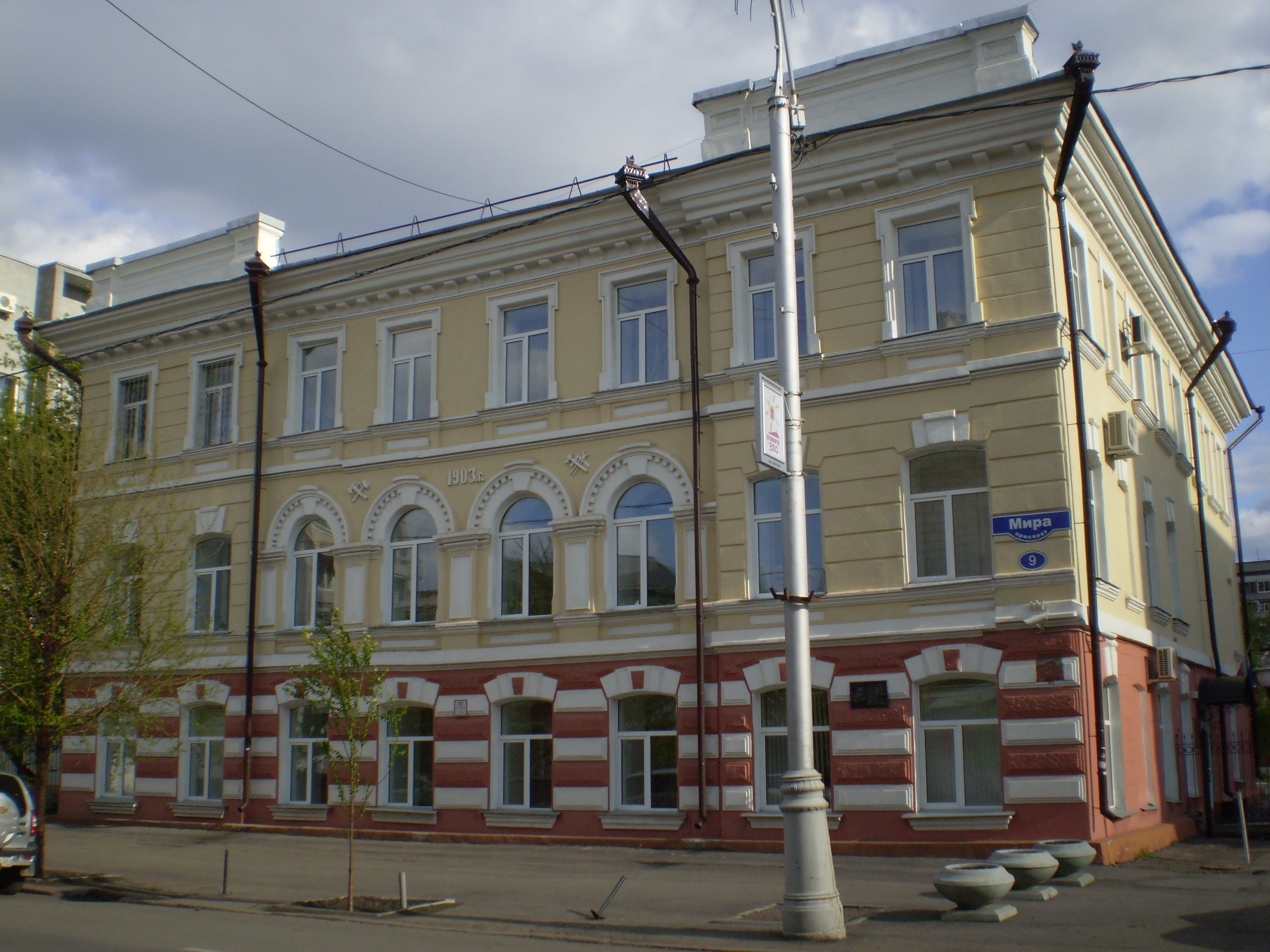
Красноярская усадьба купца И. Я. Суханова (пр-кт Мира, 9), где жил М. К. Сидоров

В 1887 году выехал в Германию на лечение. Умер 12 июля 1887 года в больнице города Ахен.
Тело Сидорова было перевезено в Санкт-Петербург, и похоронено на Лазаревском кладбище в Александро-Невской лавре рядом с могилой М. В. Ломоносова. На могиле на небольшой глыбе гранита был установлен темно-серый мраморный крест с надписью «Да будет воля твоя». Могила утеряна.

## Память
Именем М. К. Сидорова названы:
- село Сидоровск (изначально Пристань Сидоровская)
- гора Сидорова на архипелаге Шпицберген (название присвоено немецким географом А. Петерманом в 1870 году)[4][5];
- улица в городе Ухта, Республика Коми;
- остров в архипелаге Новая Земля[5];
- пролив в архипелаге Земля Франца-Иосифа (название присвоено в 1953—1955 гг.)[5];
- мыс в заливе Миддендорфа (Карское море, мыс нанесён на карту в 1900 г. участниками Русской полярной экспедиции, тогда же было присвоено название мысу)[5].